# Илиили
Илиили (англ. ’Ili’ili) — деревня в одноимённом районе графства Туалаута Западного округа Американского Самоа, расположенная на острове Тутуила архипелага Самоа примерно в 11 километрах от побережья Тихого океана, к юго-западу от столицы страны — Паго-Паго, между деревнями Футига и Вайтоги.
В деревне расположено единственное поле для гольфа в стране, обеспечиваемое Департаментов парков и отдыха. Его площадь составляет около 48,56 гектар, на его территории расположено 18 лунок.

## Население
| Год  | Население (чел.) |
| ---- | ---------------- |
| 2010 | 3195             |
| 2000 | 2513             |
| 1990 | 1790             |
| 1980 | 970              |
| 1970 | 625              |
| 1960 | 388              |

## Известные уроженцы
- Савали Талаву Але[англ.] (род. 1953) — самоанский государственный деятель, спикер Палаты представителей[англ.], член Конгрегациональной христианской церкви в Американском Самоа[англ.][3];
- Пита Элисара[англ.] (1976—2018) — самоанский игрок в американский футбол, нападающий клуба «Rhein Fire[англ.]».